# Horst Bellingrodt
Horst Federico Bellingrodt Wolf (ur. 7 maja 1958) – kolumbijski strzelec, medalista mistrzostw świata, olimpijczyk. Najmłodszy brat Helmuta i Hanspetera, którzy również byli reprezentantami Kolumbii w strzelectwie.
Brał udział w jednej edycji igrzysk olimpijskich – w Los Angeles w 1984 roku. Wystąpił tam w strzelaniu do ruchomej tarczy z 50 m, w której zajął jedenaste miejsce. W tych samych zawodach swój drugi srebrny medal olimpijski zdobył jego brat Helmut.
W 1978 roku uzyskał brązowy medal mistrzostw świata w Seulu w drużynowym strzelaniu do ruchomej tarczy z 50 m. W drużynie Kolumbii byli jego dwaj bracia oraz Hernando Barrientos. Horst Bellingrodt ma także w swoim dorobku srebro Igrzysk Panamerykańskich 1983 w tej samej konkurencji (w drużynie z bratem Helmutem i Hernando Barrientosem).

## Wyniki olimpijskie
| Igrzyska | Konkurencja          | Wynik                | Miejsce    | Źródło |
| -------- | -------------------- | -------------------- | ---------- | ------ |
| IO 1984  | Ruchoma tarcza, 50 m | 574 punkty (291-283) | 11 (na 23) | [ 1 ]  |

## Medale na mistrzostwach świata
Opracowano na podstawie materiału źródłowego:
| Mistrzostwa | Konkurencja                     | Wynik               | Miejsce |
| ----------- | ------------------------------- | ------------------- | ------- |
| Seul 1978   | Ruchoma tarcza, 50 m, drużynowo | 1484 punkty (druż.) | 3       |